# Pauropus pygmaeus
Pauropus pygmaeus är en mångfotingart som beskrevs av Hansen 1901. Pauropus pygmaeus ingår i släktet grovfåfotingar, och familjen fåfotingar. Inga underarter finns listade i Catalogue of Life.